# Père et prêtre
Pour plus de détails, voir Fiche technique et Distribution.
Père et prêtre (Padre papà) est une comédie italienne réalisée par Sergio Martino et diffusée pour la première fois à la télévision en 1996 sur Canale 5.

## Synopsis
Le petit Vincenzino, après avoir été témoin d'un meurtre, entre dans le collimateur d'un tueur à gages. Il se tourne alors vers le père Giuseppe et lui révèle qu'il est son fils, conçu avant de prononcer ses vœux avec Luisa, qu'ils partent chercher.

## Fiche technique
- Titre français : Père et prêtre
- Titre original italien : Padre papà[1]
- Titre allemand : Die Geliebte und der Priester
- Réalisateur : Sergio Martino
- Scénario : Maria Carmela Cincinnati, Pietro Exacoustos, Giovanni Simonelli
- Photographie : Giancarlo Ferrando (it)
- Montage : Alfredo Muschietti
- Musique : Giuseppe Vessicchio (it)
- Décors : Enrico Fiorentini
- Costumes : Adriana Berselli
- Production : Anselmo Parrinello, Guido Lombardo
- Société de production : Sat.1, Titanus
- Pays de production :  Italie -  Allemagne
- Langue originale : italien
- Format : Couleurs
- Durée : 180 minutes en deux épisodes
- Genre : Comédie
- Date de sortie :
  - Italie : 9 avril 1996
  - Allemagne : 27 juin 1998

## Distribution
- Antonio Sabàto, Jr. : père Giuseppe
- Maria Grazia Cucinotta : Luisa Iorio
- Sonja Kirchberger : Iris Kirkberg
- Alexander Kerst : père Kurtius
- Karin Anselm : Prieure
- Calogero Zambito : Vincenzino
- Alexander Strobele : Nikki
- Marcus Siebert : Marius
- Gabriela Schmoll : Gunilda